# Open Compute Project
Open Compute Project (OCP) — проект по созданию открытых стандартов для инженерных систем и аппаратного обеспечения, ориентированный на снижение капитальных и операционных затрат на построение крупномасштабных центров обработки данных.
Создан в результате инициативы Facebook в апреле 2011 года, предполагавшей готовность корпорации открыто делиться наработками по итогам проекта модернизации центра в Прайнвилле (Орегон). В скором времени была учреждена некоммерческая организация с регистрацией в Дэлавере, членами которой стали многие крупные корпорации, в том числе Facebook, IBM, Intel, AMD. Генеральный директор фонда — Роки Баллок. В состав совета директоров входят 7 членов в лице 6 организаций и 1 физического лица (Энди Бехтольсхайма). Марк Рёнигк (Facebook) является президентом и председателем фонда. Помимо Марка Рёнигка, который представляет Facebook, в совет Open Compute входят следующие организации: Intel (Джейсон Уаксман), Goldman Sachs (Джошуа Матеус), Rackspace (Джим Хоукинс) и Microsoft (Майк Нил).
Основная цель — достичь универсальности и простоты масштабирования инфраструктуры и вычислительных мощностей. При этом манипуляции, производимые над оборудованием, должны минимально влиять на его работоспособность, производиться в режиме горячей замены и задействовать минимальное количество обслуживающего персонала, а также автоматизировать мониторинг потребляемых ресурсов и наблюдать статистику сбоев.

## Серверы

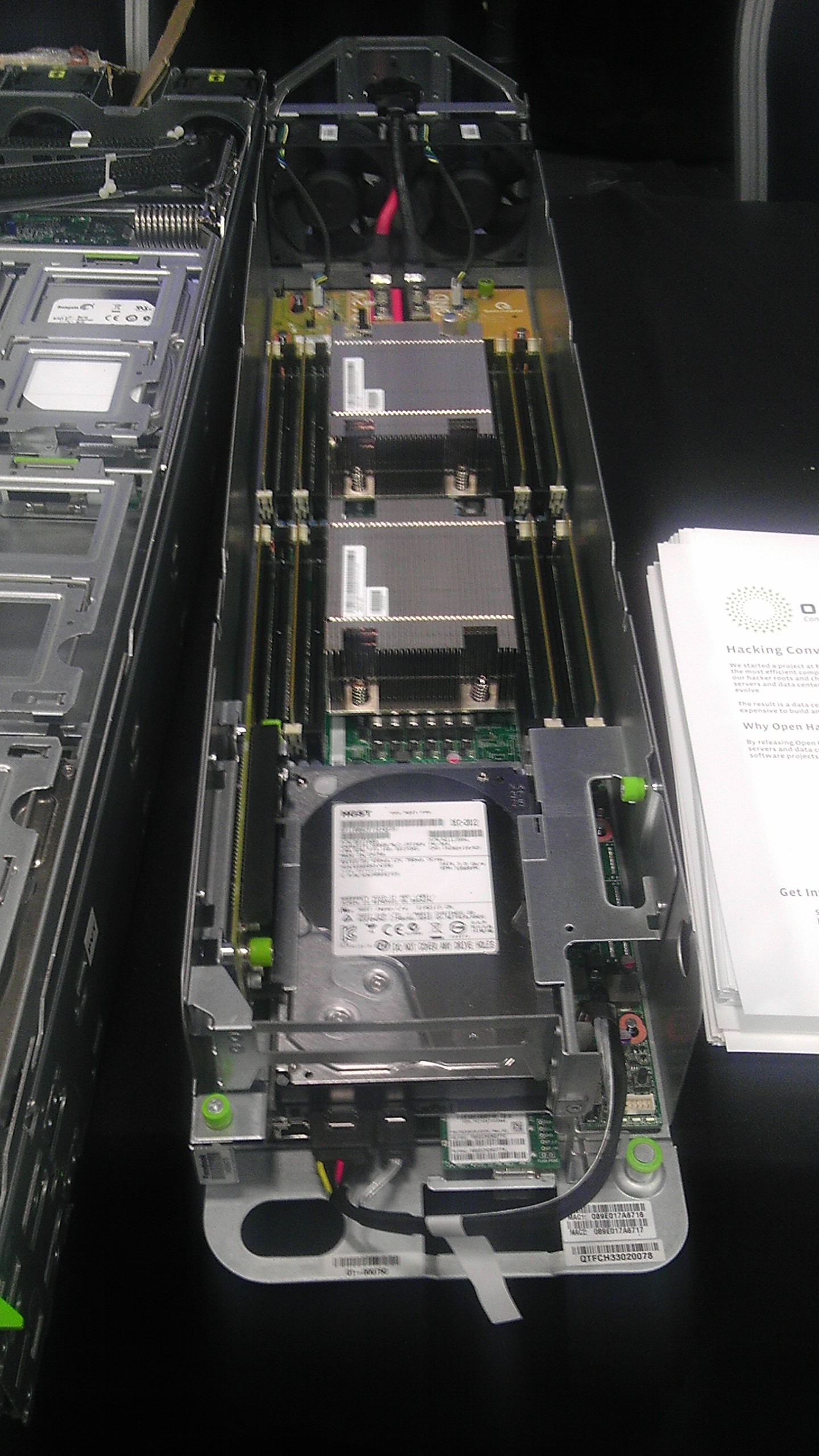
Сервер Open Compute V2

Через два года после старта работы над Open Compute Project, принимая во внимание стремление к максимально модульной конструкции, основатели признавали, что «новая концепция ещё далека от реальных требований центров обработки данных». Тем не менее, некоторые обнародованные идеи были использованы в ЦОД Facebook в Прайнвилле для улучшения энергоэффективности, согласно измерениям PUE, параметра, разработанного The Green Grid.
Разработки по совершенствованию конструкции вычислительных узлов проводились с использованием процессоров Intel и AMD. В 2013 году Calxeda представила топологию с процессорами архитектуры ARM. С тех пор были представлены несколько поколений архитектур серверов OCP: Freedom (Intel), Spitfire (AMD), Windmill (Intel E5-2600), Watermark (AMD), Winterfall (Intel E5-2600 v2) и Leopard (Intel E5-2600 v3).

### Системы хранения

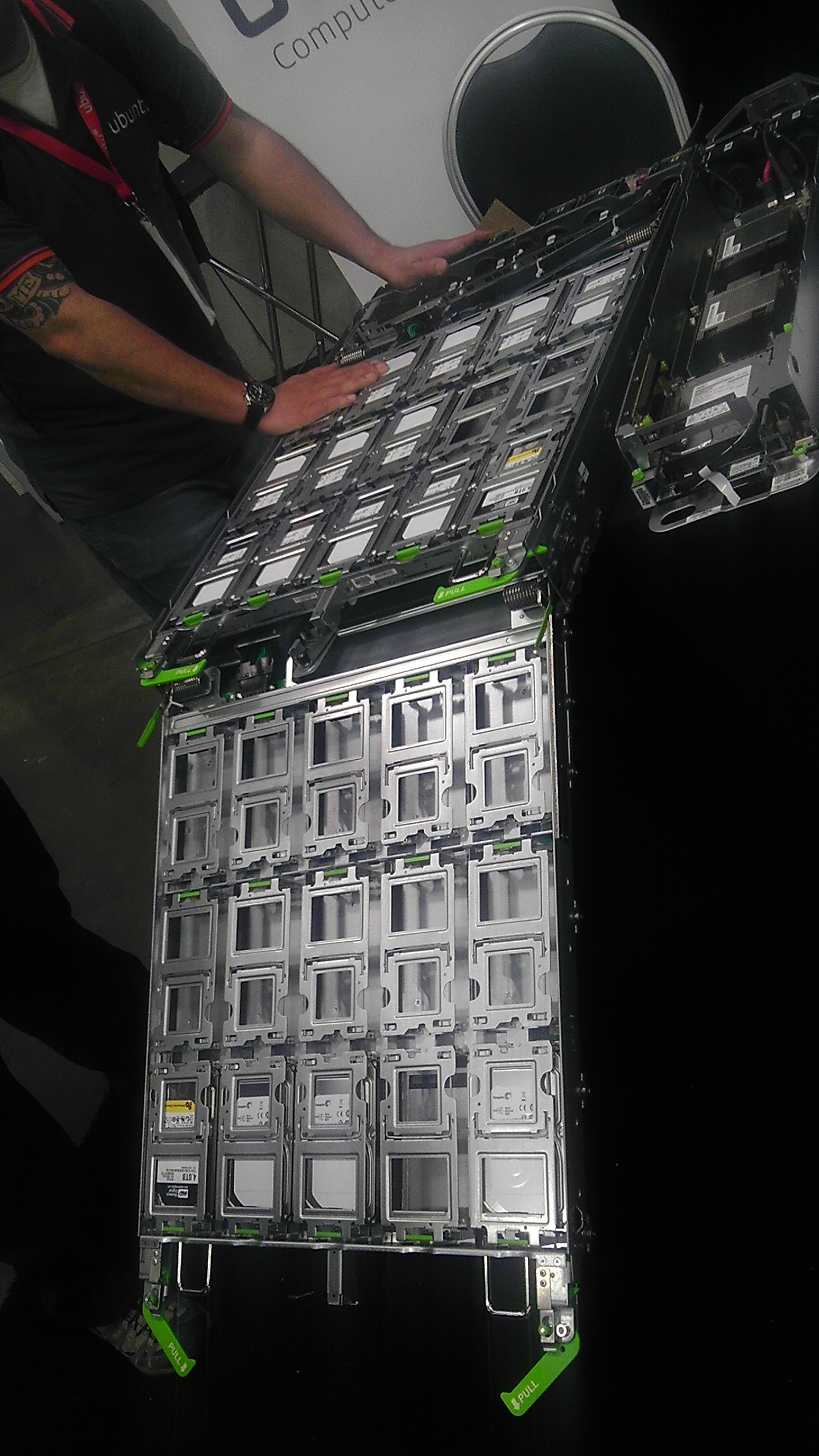
Лоток с дисками Open Compute V2, 2-й нижний лоток выдвинут

Конструктивные блоки систем хранения Oven Vault (Knox) обеспечивают высокую плотность — 30 накопителей в корпусе 2 монтажных единицы Open Rack, разработанном для удобной горячей замены. Накопители размером 3,5 дюймов располагаются в двух ящиках, по пять в поперечнике и по три в глубину в каждом ящике, с подключением посредством SAS-интерфейса. Существует также холодный вариант системы, где незанятые накопители отключаются для снижения энергопотребления. Другая концепция — разработка Synnex (2012).

## Стойка
Монтажные стойки OCP имеют такую же наружную ширину (600 мм) и глубину, что и стандартные 19-дюймовые стойки, но позволяют осуществлять установку более широких шасси с шириной 537 мм (около 21 дюйма). Это позволяет разместить больше оборудования в том же самом объёме и улучшить прохождение потока воздуха. Размеры вычислительных шасси определяются как кратные OpenU, что составляет 48 мм, немного более, чем у обычного монтажной единицы.

## Энергопотребление
OCP опубликовала проекты центров обработки данных с улучшенным КПД, описывавшее распределение питания 277 В переменного тока, что исключает одну из стадий преобразования напряжения в типовых ЦОД. Система питания с единым выходным напряжением (12,5 В постоянного тока) предназначена для работы со входным напряжением 277В и включает в себя 48В аккумуляторные батареи. Впоследствии уровни напряжения были адаптированы под различные региональные стандарты энергосетей, в том числе и принятые в России.
В первых поколениях серверов было решено отказаться от резервирования встроенных блоков питания и использовать по одному высокоэффективному преобразователю (80 PLUS), разработанному Power-One (принадлежит Bel Power Solutions), вместо традиционных двух. Это снижало надёжность оборудования, но улучшало показатели капитальных и операционных затрат ЦОД, так как помимо затрат на вспомогательные блоки, устранялось и энергопотребление «спящих» в резерве единиц.
В дальнейшем этот подход эволюционировал в использование вынесенных в отдельные узлы модульных источников питания, так называемых Power Shelf. Всё полезное оборудование в стойке в данном случае подключено к 12В шине. С этого момента питание стоек было организовано напрямую от трёхфазной сети (реже от высоковольтной шины 300В постоянного тока). Дальнейшим развитием архитектуры стало избавление от отдельно стоящих ИБП и внедрению 48В аккумуляторных батарей горячей замены BBU (Battery Back-Up Unit) в состав силовых полок (Open Rack V2). Параллельное развитие получили решения с шиной 48В постоянного напряжения вместо 12В, которые позволяют достичь ещё более высокого КПД, но имеют и свои трудности. Помимо того, шина 48В оказалась востребованной операторами сотовой связи при модернизации своей инфраструктуры под вычислительные требования сетей 5G и виртуализации.
В марте 2015 году Facebook сообщила, что использование OCP позволило им сэкономить $2 млрд в течение последних 3 лет и достичь внушительных показателей PUE в пределах 1,05—1,10. В качестве подтверждения Facebook выложила в Интернете отчёты в реальном времени со своих центров обработки данных в Прайнвилле и Форест Сити.

## Сетевые коммутаторы
8 мая 2013 была предпринята попытка определить требования к сетевому коммутатору с открытой архитектурой. Перед Facebook стояла задача установить на коммутатор собственную операционную систему. СМИ считали, что более дорогие и высокопроизводительные коммутаторы будут по-прежнему поставляться с собственным программным обеспечением, в то время, как менее дорогостоящие продукты, которые принято считать широкоупотребительными (обычно обозначаются с использованием модного слова «top-of-rack»), могут принять это предложение.
Первая попытка создать сетевой коммутатор с открытой архитектурой была предпринята Facebook совместно с тайваньской ODM Accton с использованием Broadcom Trident II и называется Wedge, а версия ОС Linux, на которой работает это устройство, называется FBOSS. Более поздние разработки носят название «6-pack» и Wedge-100 и основаны на чипах Broadcom Tomahawk. Аналогичные конструкции аппаратного обеспечения были представлены компаниями Edge-Core Networks Corporation (отделение Accton), Mellanox Technologies, Interface Masters Technologies и Agema Systems., способные работать в Open Network Install Environment (ONIE) совместимых сетевых операционных системах, таких, как Cumulus Linux, Switch Light OS от Big Switch Networks или PICOS от Pica8. Комментаторы предполагали, что аналогичный пользовательский коммутатор для платформы Google разрабатывался с использованием протокола OpenFlow.

## OCP Experience Center
В 2019 году совместными усилиями участников сообщества был открыт европейский Центр опыта OCP (OCP Experience Center) в Амстердаме. OCP Experience Center позволяет не только продемонстрировать участникам свои продукты, но также и увидеть программно-аппаратные решения, которые демонстрируют преимущества данной платформы.

## Судебный процесс
В марте 2015 BladeRoom Group Limited и Bripco (UK) Limited подали в суд на Facebook, Emerson Electric Co. и др., утверждая, что Facebook раскрыла торговые секреты BladeRoom и Bripco в области предсобранных центров обработки данных в Open Compute Project. Facebook ходатайствовала об отклонении иска, но в 2017 году оно было отклонено.. Конфиденциальное урегулирование в середине судебного процесса было согласовано в апреле 2018.

## Развитие
В 2017 году объём рынка, охваченного технологиями OCP составил $1,16 млрд. В 2018 году c $2,56 млрд он удвоился, достигнув почти 1 % от всего рынка ЦОД, с учётом снижения общего объёма в сегменте с 137 до $127 млрд. По прогнозам в 2022 объём рынка OCP должен составить более $10 млрд — 5 % от всего рынка ЦОД. С развитием сетей 5G и потребностей в виртуализации ожидается преодоление операторами связи объёма сделок в этом сегменте, осуществляемых операторами крупномасштабных центров обработки данных. Преимущественное развитие отводится рынкам Америки и в меньшей степени стран Азиатско-Тахоокеанского региона.